# 達列紹韋
48°47′15″N 25°28′55″E / 48.78750°N 25.48194°E
達列紹韋（烏克蘭語：Далешове），是烏克蘭的村落，位於該國西部伊萬諾-弗蘭科夫斯克州，由科洛梅亚区負責管轄，始建於1474年，面積7.4平方公里，2001年人口405，人口密度每平方公里54.7人。